# Лауриа, Мэтт
Мэттью Лауриа (англ. Matthew Lauria, род. 22 июня 1982, Виргиния) — американский актёр и музыкант. Дебютировал на телевидении в комедийном сериале NBC «Студия 30» в 2007 году. Наиболее известен по ролям Люка Кафферти в драме NBC/DirecTV «Огни ночной пятницы», Райана Йорка в семейной драме «Родители» на канале NBC и Райана Уилера в драме Audience «Королевство».

## Биография

### Личная жизнь
Лауриа родился в Виргинии и переехал в Ирландию со своей семьей, когда ему было семь лет. Его отец был аниматором и художником. Также у него есть две сестры. Он провёл своё детство в Дублине. Однако вскоре вернулся в США, где посещал среднюю школу, а затем получил официальную актёрскую подготовку в Университете Северной Каролины школы искусств в их драматической консерватории. Имеет степень Бакалавра изящных искусств (BFA) в области драмы. Лауриа также заядлый электрогитарист.
26 августа 2006 года Лауриа женился на музыкантше Мишель Армстронг.

### Карьера
В течение нескольких недель после переезда в Нью-Йорк Лауриа успешно дебютировал на телевидении в роли Уинтропа в комедийном сериале NBC «Студия 30». Вскоре после этого он наконец получил значительную повторяющуюся роль в романтическом ситкоме NBC «Помадные джунгли» в роли Роя Мерритта.
Свою первую главную роль Лауриа получил в драме «Огни ночной пятницы» на канале NBC / DirecTV, где сыграл Люка Кафферти. Для этого он переехал в Пфлугервиль, штат Техас. Лауриа оставался в шоу, пока оно не закончилась в 2011 году. Далее Лауриа переехал в Чикаго, штат Иллинойс, после того, как получила роль Калеба Эверса в криминальной драме «Власть закона». Однако вскоре шоу было закрыто после первого сезона.
В дальнейшем он снялся в роли Чарли Карнеги в драматическом сериале ABC «Позолоченные лилии». С 2012 по 2015 год Лауриа играл постоянную роль Райана Йорка, ветерана войны в Афганистане, в четвёртом, пятом и шестом сезонах семейной драмы NBC «Родители». Он также снялся в роли Райана Уилера в драматическом сериале DirecTV «Королевство», премьера которого состоялась осенью 2014 года. В 2018 году появился в сериале «Навстречу тьме», где сыграл Джона Дикинса в эпизоде «Вниз», а в 2019 году в двух боевиках — «Мисс Пуля» и «Шафт».

## Фильмография

### Кино
| Год  | Название  | Оригинальное название | Роль               | Примечания      |
| ---- | --------- | --------------------- | ------------------ | --------------- |
| 2005 |           | Raccoon               | Сэм Роксбери       | Короткометражка |
| 2009 |           | 8 Easy Steps'         |                    | Короткометражка |
| 2015 |           | Ma                    | Ковбой             |                 |
| 2019 | Мисс Пуля | Miss Bala             | Брайан Райх        |                 |
| 2019 | Шафт      | Shaft                 | майор Гэри Катуорт |                 |

### Телевидение
| Год       | Название                              | Оригинальное название          | Роль                  | Примечания                      |
| --------- | ------------------------------------- | ------------------------------ | --------------------- | ------------------------------- |
| 2007      | Студия 30                             | 30 Rock                        | Уинтроп               | Эпизод: «Jack Gets in the Game» |
| 2008      | Закон и порядок: Преступное намерение | Law & Order: Criminal Intent   | Джейк Лалли           | Эпизод: «Neighborhood Watch»    |
| 2008-2009 | Помадные джунгли                      | Lipstick Jungle                | Рой Мерритт           | Повторяющаяся роль, 13 эпизодов |
| 2009      | Забытые                               | The Forgotten                  | Эрик / Джон Доу       | Эпизод: «Living Doe»            |
| 2009-2011 | Огни ночной пятницы                   | Friday Night Lights            | Люк Кафферти          | Регулярная роль, 26 эпизодов    |
| 2011      | Власть закона                         | The Chicago Code               | Калеб Эверс           | Регулярная роль, 13 эпизодов    |
| 2011      | Чёрная метка                          | Burn Notice                    | Итан                  | Эпизод: «Square One»            |
| 2011-2012 | C.S.I.: Место преступления            | CSI: Crime Scene Investigation | агент ФБР Мэтью Пратт | Повторяющаяся роль, 3 эпизода   |
| 2012      | В поле зрения                         | Person of Interest             | Адам Сондерс          | Эпизод: «Risk»                  |
| 2012-2015 | Родители                              | Parenthood                     | Райан Йорк            | Повторяющаяся роль, 25 эпизодов |
| 2013      | Позолоченные лилии                    | Gilded Lilys                   | Чарли Карнеги         | Телевизионный фильм             |
| 2014      | Могло быть и хуже                     | It Could Be Worse              | Нельсон               | Эпизод: «Uncharted Territory»   |
| 2014-2017 | Королевство                           | Kingdom                        | Райан Уилер           | Регулярная роль, 40 эпизодов    |
| 2017      | Измерение 404                         | Dimension 404                  | Эван                  | Эпизод: «Impulse»               |
| 2019      | Предатели                             | Traitors                       | Питер Маккормик       | Регулярная роль, 6 эпизодов     |
| 2019      | Навстречу Тьме                        | Into the Dark                  | Парень / Джон Дикинс  | Эпизод: «Вниз»                  |
| 2019      | Дикинсон                              | Dickinson                      | Бен Ньютон            | Эпизоды: «1.5-1.10»             |
| 2019-2020 | Расскажи мне сказку                   | Tell Me A Story                | Джексон Пруитт        | Регулярная роль (сезон 2)       |